# Platja de Bastiagueiro
La platja de Bastiagueiro és una platja urbana situada a Bastiagueiro, entre les parròquies de Liáns i Perillo del municipi d'Oleiros, a la província de la Corunya.
Té 580 metres de longitud i una amplada mitjana de 77 metres. Té bandera blava i una caseta de la Creu Roja. La seva sorra és fina i blanca i és una platja molt visitada pels surfistes.

## Galeria d'imatges

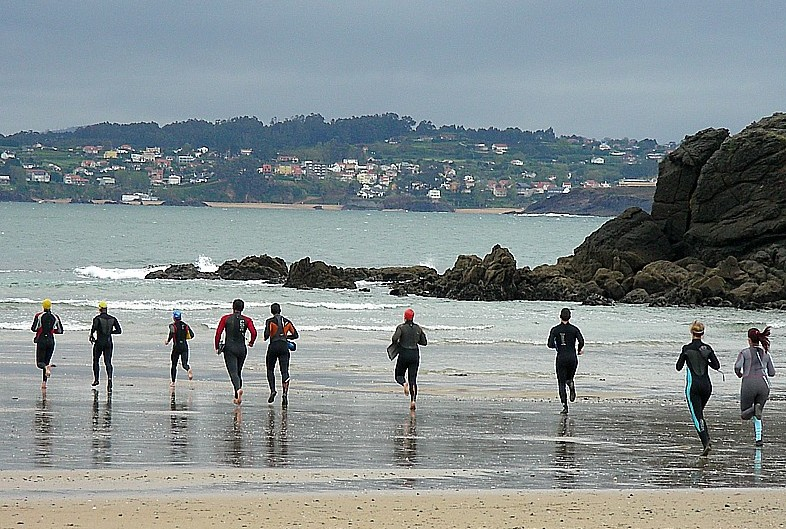
Curs de socorrisme a la platja
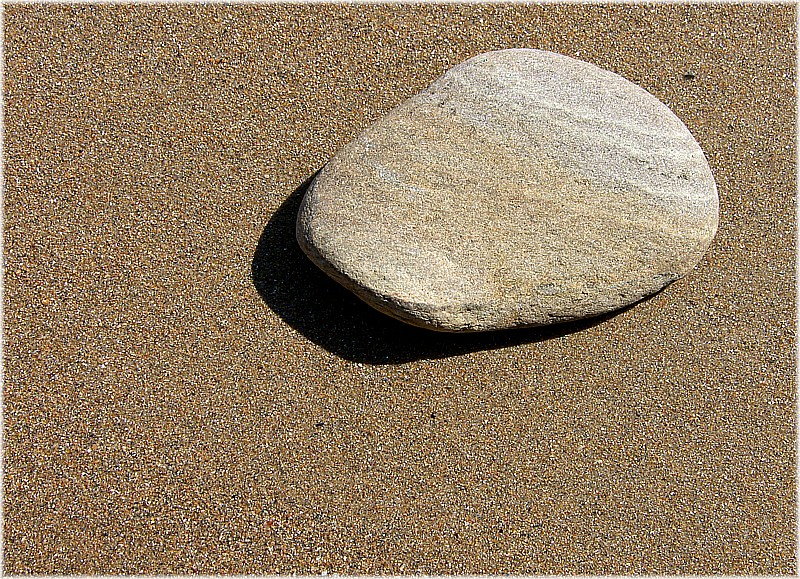
Sorra de la platja